# X Olimpiada Historyczna
X Olimpiada Historyczna – olimpiada historyczna, której finały odbyły się w dniach 7-11 kwietnia 1984 w Kaliszu, w Oddziale Doskonalenia Nauczycieli Instytutu Kształcenia Nauczycieli.
Olimpiada była organizowana w roku szkolnym 1983/1984. W eliminacjach centralnych wzięło udział 53 uczestników (13 dziewcząt i 40 chłopców). Imprezie towarzyszyło zwiedzanie kaliskich zabytków, a także wizyta w zamku w Gołuchowie. 
Tytuły prac pisemnych na eliminacjach centralnych brzmiały: Główne ośrodki państwa pierwszych Piastów w świetle badań archeologicznych, Homer i jego świat, Osiągnięcia i niepowodzenia monarchii Kazimierza Wielkiego, Problem bałtycki w XVI-XVIII wieku, Koncepcje ugody z zaborcami w społeczeństwie polskim w latach 1815-1914, Ruch robotniczy w życiu politycznym II Rzeczpospolitej. 
Laureatami zostali: 
- 1. miejsce (ex aequo): Radomir Jaraszkiewicz (I LO w Gorzowie Wielkopolskim), Barbara Ustasiak (I LO w Wałbrzychu), Piotr Wróbel (IV LO w Częstochowie),
- 2. miejsce: Ludwik Sobolewski (VIII LO we Wrocławiu),
- 3. miejsce (ex aequo): Anna Barańska (II LO w Lublinie), Jarosław Andrzej Piekarski (LO w Kępnie)[1].